# Hansastadion

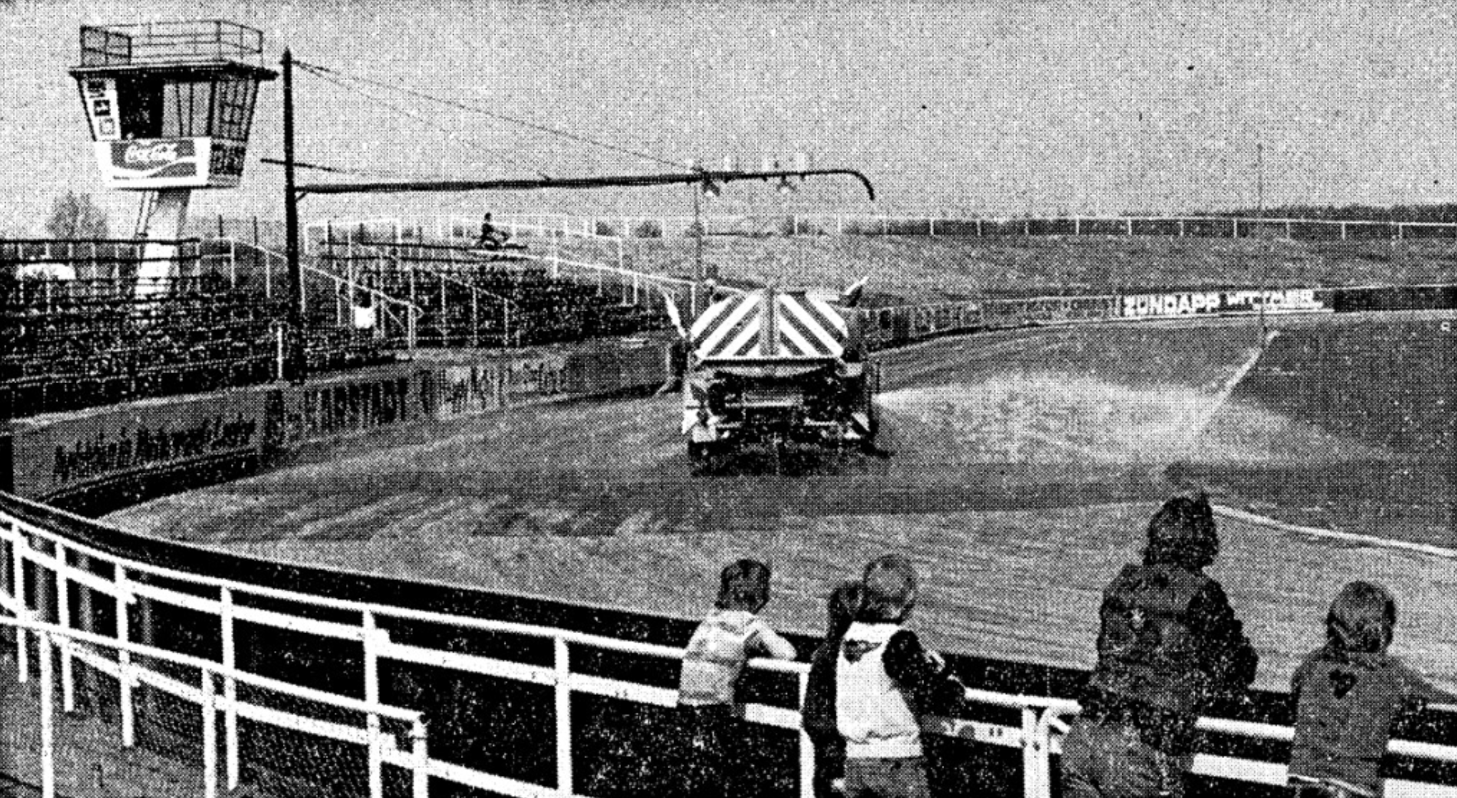
Das Hansastadion Ende April 1978, unmittelbar vor Abschluss der umfassenden Sanierung: Die Rennstrecke wird noch einmal gewässert.

Das Hansastadion (auch Hansa-Stadion geschrieben) war eine Motorsport-Rennstrecke in der nordwestdeutschen Stadt Bremen. Sie besaß eine Sandbahn, wurde vor allem für Speedway genutzt und war mit bis zu 15.000 Zuschauerplätzen eine der größten Sportstätten Bremens. Zwischen September 1953 und Mai 1988 wurden hier insgesamt 70 Renntage veranstaltet.

## Lage
Das Hansastadion befand sich im Bremer Ortsteil Kattenturm, der zum Stadtteil Obervieland und übergeordnet zum Stadtbezirk Süd zählt. Es lag zwischen der Straße Arsterdamm – einer großen Nordwest-Südost-Tangente des Stadtteiles – im Südwesten und dem Mühlendamm im Nordosten, gegenüber der Einmündung der Straße Im Arster Felde in den Arsterdamm. Der Mühlendamm wurde Mitte der 1970er Jahre zum westlichen Teilstück des Autobahnzubringers Arsten ausgebaut. Unmittelbar westlich des Ovals verliefen die Schienen der heutigen Straßenbahnlinie 4. Bis 1973 befand sich die Endhaltestelle am Arsterdamm direkt südlich des Stadions, ehe die Linie nach Arsten verlängert wurde.

## Historie des Stadions

### Vorgeschichte und Bau
Speedway-Rennen wurden in Bremen bereits unmittelbar nach Ende des Zweiten Weltkrieges veranstaltet. So fuhr man beispielsweise vor mehreren Tausend Zuschauern auf einer Sandbahn in der Nähe des Restaurants Zum Kuhhirten auf dem Stadtwerder. Ein Grasbahnrennen im Stadtteil Vahr blieb ohne großen Erfolg. Im Mai 1952 wurde der Motorsportclub (MSC) Hansa als ein Ortsclub des ADAC ins Vereinsregister eingetragen. Er ging aus dem Motorradclub Bremen hervor und hatte anfangs knapp 40 Mitglieder. Der Verein trug seine Rennen zunächst vor allem am Kuhhirten aus, allerdings bestand schon bald der Wunsch nach einer eigenen Rennbahn. Man pachtete das 28.000 Quadratmeter messende Gelände der ehemaligen Ziegelei Potthast am Arsterdamm 70 und ließ sich von den dortigen Anliegern unterschreiben, dass diese mit dem Bau einer Sport- und Rennbahn einverstanden seien. Die Bauarbeiten – finanziert ohne jegliche staatliche oder kommunale Zuschüsse – begannen im Dezember 1952, wurden aber bald darauf infolge des winterlichen Frosts unterbrochen. Die Vereinsmitglieder schütteten die stillgelegte Lehm- und Tonkuhle auf dem Grundstück mit Bauschutt, Kriegstrümmern aus der Neustadt und Erdreich auf. Ein Bauunternehmen überließ ihnen kostenlos eine Planierraupe zur Einebnung des Geländes. Anschließend wurde eine Schicht roten Trümmersplitts aufgefahren.
Zum Zeitpunkt der Eröffnung besaß das Hansastadion die größte und modernste Sandrennbahn für Motorräder Norddeutschlands. Die Bahn war 398 Meter lang, auf den Geraden zehn und in den Kurven 15 Meter breit und entsprach damit zum Zeitpunkt der Eröffnung als einzige norddeutsche Sandbahn internationalen Vorschriften. Im Innenraum des Stadions befand sich zeitweise ein Fußballplatz des VfB Komet Bremen. Darüber hinaus gehende Erwägungen, die Bahn auch für das Training von Radrennfahrern zu öffnen, verwarf man jedoch.

### Hochzeit der Nutzung
„In Wembley Speedway-Weltmeister zu werden, das ist einfacher, als in Bremen das Finale um den ‚Master of Speedway‘ zu gewinnen.“

Das erste Rennen im neuen Hansastadion konnte am 20. September 1953 ausgetragen werden und zog mit 8000 Zuschauern bereits wesentlich mehr Publikum an, als erwartet worden war. In den folgenden 36 Jahren entspann sich ein reger Rennbetrieb und die Sandbahn in Kattenturm entwickelte sich zu einer der bekanntesten Speedway-Strecken Europas. Es fanden bis zu vier Renntage pro Jahr statt, an denen jeweils mehrere Rennen ausgetragen wurden. Hauptpreis war stets der „Goldene Bremer Schlüssel“. Ab 1974 fanden auch Läufe für die unterschiedlichen Weltmeisterschaften im Hansastadion statt. Die bedeutendsten Veranstaltungen dieser Art waren:
- 1. Mai 1974: Qualifikationsrunde der kontinentalen Qualifikation der Ersten Runde der Einzel-WM
- 29. Juni 1975: Kontinentales Halbfinale der Team-WM[8]
- 1. Mai 1977: Viertelfinale der Kontinentalrunde der Einzel-WM[9]
- 13. Juli 1980: Kontinentales Finale der Team-WM[10]
- 5. Juni 1983: Halbfinale der Paar-WM[11]
- 1. Mai 1985: Viertelfinale der Kontinentalrunde der Einzel-WM[12]

In Spitzenzeiten besuchten mehr als 10.000 Zuschauer die Rennen – teilweise reisten sie sogar aus dem Ausland an, etwa aus den Niederlanden oder aus Dänemark. Ab 1973 nahm der MSC Hansa zusammen mit dem VfB Komet Bremen an der damals neuen Speedway-Bundesliga teil. Eine umfassende Sanierung des Stadions erfolgte im Frühjahr 1978. Nicht nur wurden moderne Streckenbegrenzungsmauern installiert, sondern durch Aufschüttung der Wälle auch das Fassungsvermögen der Tribünen auf 14.000 oder 15.000 Zuschauerplätze erhöht. Die Rennbahn selbst wurde durch eine britische Spezialfirma erneuert. Dabei kamen 1500 Tonnen Halde und 300 Tonnen Feinschlacke zum Einsatz; es entstand ein sehr harter, nahezu staubfreier Belag. Nach der Wiedereröffnung fand am 1. Mai gleichen Jahres zum ersten Mal der Wettbewerb „Master of Speedway“ statt, zu dem fortan regelmäßig die Weltelite des Sports in Bremen antrat. So fuhren beispielsweise Zoltán Adorján, Kenny Carter, Peter Collins, Sam Ermolenko, Erik Gundersen, Michael Andrew Lee, Ivan Mauger, Chris Morton, Hans Nielsen, Ole Olsen, Bobby Schwartz und Dennis Sigalos im Hansastadion.

### Niedergang
„Das Hansastadion war für Beirat, Ortsamt und insbesondere für die betroffenen Anlieger stets ein ungeliebtes Kind, das wir nun aber doch ungern verlieren wollen.“

Der Niedergang des MSC Hansa – und damit einhergehend auch des Hansastadions – begann Anfang der 1980er Jahre. Die Kraftstoff- und Motorradpreise stiegen stark an, während gleichzeitig das Zuschauerinteresse nachließ. Pro Renntag zog es nur noch durchschnittlich 3000 bis 4000 Besucher zum Arsterdamm, wodurch die Veranstaltungen für den Verein kaum mehr rentabel waren. Im Zuge der aufkommenden Umweltbewegung wurde der emissionsreiche Motorsport zudem als ein Mitverursacher von Umweltproblemen angesehen. Die Auflagen zur Durchführung der lärmintensiven Veranstaltungen wurden zunehmend verschärft: Zum Schluss durfte nur noch vier Stunden pro Monat gefahren werden – und das auch nur bei Westwind unterhalb von Beaufort 4. Das machte einen geregelten Trainingsbetrieb unmöglich. Nachdem zudem der VfB Komet Bremen in den Ortsteil Arsten umgezogen war, meldete der MSC Hansa seine Mannschaft im Frühjahr 1983 aus der Bundesliga ab.
Darüber hinaus ergab sich nach dem Tod des Landwirtes Wilhelm Bredehöft (1896–1980), der dem Verein das Gelände des Stadions verpachtet hatte, eine Auseinandersetzung um die weitere Nutzung. Die 16-köpfige Erbengemeinschaft favorisierte eine gewerbliche Nutzung. Nach einem Gespräch mit Bausenator Bernd Meyer erklärten sich die Erben im Frühjahr 1985 bereit, dem MSC Hansa die Weiternutzung bis zum 30. Dezember 1986 zu erlauben. Ihrem Antrag, das Gelände von Grün- in Gewerbefläche umzuwidmen, wurde allerdings nicht zugestimmt und der Senator wollte das Bebauungsplanverfahren nicht weiterführen. Anfang Dezember 1986 erhielt der Verein die mündliche Zusage, auch in den darauffolgenden zwei Jahren Speedway-Rennen austragen zu dürfen. Im April 1987 einigten sich der Beirat Obervieland, der MSC Hansa sowie der Afghanan-Windhundclub Nord auf eine zeitweilige Nutzung des Stadions durch den Hundeverein. Dieser wollte die Anlage zweimal pro Woche zum Auslauf für die Tiere nutzen sowie einmal pro Jahr ein Rennen mit bis zu 300 Zuschauern veranstalten. Die Pläne gerieten allerdings ins Stocken und im Oktober gleichen Jahres diskutierte der Beirat erneut, ob das Stadion tatsächlich für Windhunderennen zur Verfügung gestellt werden könnte. Als sich schließlich abzeichnete, dass das Pachtverhältnis nicht über 1988 hinaus verlängert werden würde, schalteten sich abermals die städtischen Behörden ein. Die Erbengemeinschaft bot das Grundstück für 2,2 Millionen D-Mark zum Verkauf an – eine Summe, die der Verein nicht aufzubringen vermochte. Als Interessent tat sich die Wirtschaftsförderungsgesellschaft der Freien Hansestadt Bremen hervor und wollte das Gelände für Industrieansiedlungen erschließen. Entsprechende Verhandlungen begannen am 17. Mai 1988. Daraufhin wandte sich der MSC Hansa an den Wirtschaftssenator und an das Sportamt. Wirtschaftssenator Uwe Beckmeyer stoppte das Ansinnen der Wirtschaftsförderungsgesellschaft und wies darauf hin, dass man sich zunächst um eine Nutzung des Stadions durch andere sportliche Aktivitäten bemühen wolle. Der Bremer Pferdesportverband erwog Ende Juni 1988, das Stadion zu Turnierzwecken zu nutzen, zog sich allerdings zurück, als man realisierte, dass es direkt in der Einflugschneise des Bremer Flughafens lag. Zeitgleich bekundeten auch Westernreiter aus Bremen-Nord Interesse, sofern eine Sandfläche im Stadion eingebaut würde.
Ab Oktober 1988 war den Mitgliedern des MSC Hansa der Zugang zum Stadion verboten. Beirat und Ortsamt von Obervieland forderten nachdrücklich den Erhalt der Sportstätte. Letztlich erfolgte aber kein Ankauf des Grundstückes durch die öffentliche Hand, obwohl auch die Stadt das Gelände gerne dem Sport erhalten hätte. Daraufhin bot die Erbengemeinschaft das Grundstück offiziell für Gewerbezwecke an, denn verbindliche Festsetzungen eines Bebauungsplanes, die Gewerbe ausgeschlossen hätten, bestanden zum damaligen Zeitpunkt nicht. Im Gespräch war die Ansiedlung zweier Speditionsunternehmen, was die Anlieger wegen der angekündigten Größe der Betriebe ablehnten. In der Folge befasste sich die Deputation für Stadtentwicklung mit dem Problem und verabschiedete einen Planaufstellungsbeschluss, der das Stadtplanungsamt aufforderte, verbindlich festzusetzen, was und in welcher Form auf dem Gelände des Hansastadions gebaut werden dürfe. Es wurde die Ausfertigung eines Bebauungsplanes beschlossen, der den Interessen aller Beteiligten entsprechen sollte. Dieser Beschluss hatte für die gewerblichen Bauanträge aufschiebende Wirkung. Zu Weihnachten 1988 wurde bekannt, dass die Erbengemeinschaft den Pachtvertrag mit dem Verein endgültig nicht verlängere. Dies bedeutete das Ende der Speedway-Rennen im Hansastadion.

### Ende
Im Rahmen der Überlegungen für mögliche Nachnutzungsoptionen wurde unter anderem erwogen, im August 1989 die deutschen Nachwuchsreitmeisterschaften (Springen, Dressur, Voltigieren, Ponyreiten) im Hansastadion auszutragen. Letztlich kam es allerdings nicht dazu. Am 30. November 1990 brannte das leerstehende, hölzerne Vereinsheim am Stadion vollständig nieder. Als Ursache wurde Brandstiftung durch Jugendliche ermittelt. Im März 1991 bot die Bremer Gewerbebau GmbH das Gelände gewerblichen Nutzern zum Kauf an. Nach dem Abriss des Stadions in den 1990er Jahren lag das Gelände abgesehen von der Ansiedlung eines Möbelhauses jedoch längere Zeit brach. Erst 2004 errichtete dort eine christliche Freikirchengemeinde auf einem etwa 7700 Quadratmeter messenden Grundstück ihr neues Kirchengebäude. Schließlich beschloss der Beirat Obervieland im März gleichen Jahres, eine kurze – knapp über 100 Meter lange – Anbindungsstraße im Gewerbegebiet Am Mohrenshof – an der Position der ehemaligen Sportstätte – als Am Hansastadion zu benennen.